# پل دو مان
پل دو مان (به انگلیسی: Paul de Man) (دسامبر ۱۹۱۹−۲۱دسامبر ۱۹۸۳) از منتقدان ادبی ساختارشکن و نظریه پرداز بلژیکی است.
او در اواخر دهه ۱۹۵۰ مدرک دکترای خود را از دانشگاه هاروارد دریافت کرد. او در دانشگاه‌های کورنل، جان هاپکینز و دانشگاه زوریخ تدریس کرده است. سرانجام در دانشکده زبان فرانسه و ادبیات تطبیقی دانشگاه ییل ماندگار شد. دو مان به عنوان یکی از اعضای گروه ساختارشکنان دانشگاه ییل (به انگلیسی: Yale Deconstructionists) شهرت دارد.